# Sarno (Kampanien)
Sarno ist eine italienische Gemeinde mit 30.734 Einwohnern (Stand 31. Dezember 2023) in der Provinz Salerno in der Region Kampanien. Die Einwohner der Gemeinde werden Sarnesi genannt; der Patron ist der Heilige Michael.

## Geographie
Die Gemeinde liegt am Fuß des Apennins auf 30 m s.l.m. In der Nähe entspringt der Fluss Sarno, der später bei Pompeji ins Mittelmeer fließt. Benachbarte Gemeinden sind Quindici (AV), Siano und Bracigliano.

## Geschichte
Im Ort befindet sich ein mittelalterliches Schloss, das Francesco Coppola gehörte, der eine wichtige Rolle bei einer Verschwörung der Barone gegen Ferdinand II. von Aragón spielte, der Anfang des 16. Jahrhunderts Sarno zusammen mit großen Teilen Süditaliens unter seine Kontrolle gebracht hatte. Walter III. von Brienne liegt in der Kirche S. Maria della Foce begraben, die 1701 neu gebaut wurde. Der Travertin, den man bei den Quellen des Sarno findet, wurde auch für den Bau von Pompeji verwendet. Bevor Sarno dem Königreich Neapel eingegliedert wurde, bildete es eine Grafschaft, die von den Familien der Orsini, Coppola, Suttavilla und Colonna regiert wurde.
Am 5. Mai 1998 zerstörten Erdrutsche große Teile der Gemeinde und Teile der Nachbarorte Quindici, Siano und Bracigliano. Dabei starben 161 Menschen.

## Persönlichkeiten
- Lucia Annunziata (* 1950), Journalistin und Politikerin